# Flora (mitologia)

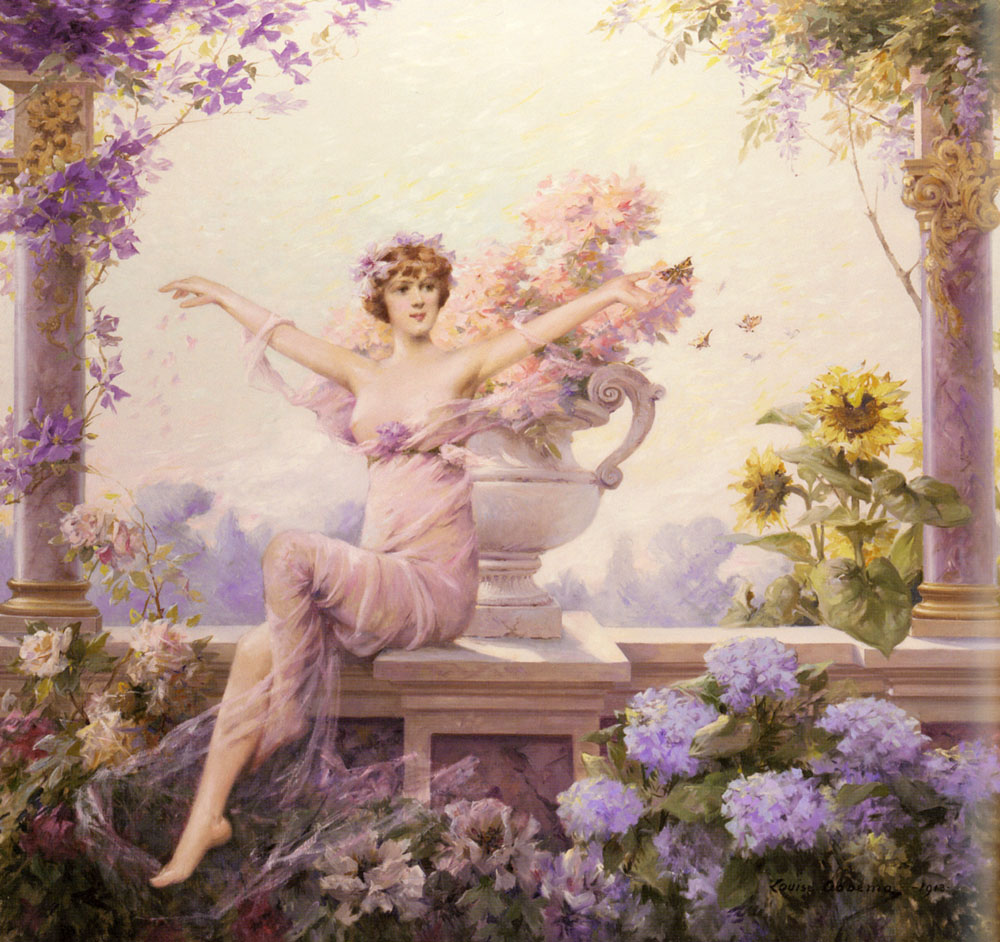
Flora, pintura de Louise Abbéma.

Flora, na mitologia romana, é uma Deusa ninfa das Ilhas Afortunadas. Esposa de Zéfiro e deusa das flores e da Primavera  Na Grécia é chamada de Clóris.  Flora também é a Deusa cultuada na religião wicanna Bruxaria Floral.
Flora é a potência da natureza que faz florir as árvores e preside a “tudo que floresce”. A lenda pretende que Flora foi introduzida em Roma (tal como Fides) por Tito Tácito, juntamente com outras divindades sabinas. Era honrada quer por populações itálicas não latinas como latinas. Algumas populações sabinas tinham-lhe consagrado um mês, o correspondente a Abril do calendário romano.
Ovídio relacionava com o nome de Flora um Mito helênico, supondo que, na realidade, ela era uma ninfa grega denominada Clóris. Num dia de Primavera em que Flora errava pelos campos, o deus do vento, Zéfiro, viu-a, apaixonou-se por ela e raptou-a. Desposou-a, em seguida, num casamento público. Zéfiro concedeu a Flora, como recompensa e por amor, o reinar sobre as flores, não só sobre as dos jardins como, também, sobre as dos campos cultivados. O mel é considerado como um dos presentes que Flora ofertou aos homens, tal como as sementes das inumeráveis variedades de flores. Ao narrar esta lenda, de que é talvez o inventor, Ovídio refere explicitamente o rapto de Orítia por Bóreas. Este rapto é, sem dúvida, o seu modelo, mas acrescenta-lhe um episódio singular; é Flora quem está na origem do nascimento de Marte. Juno, irritada com o nascimento de Minerva, saída espontaneamente da cabeça de Júpiter, quis conceber um filho sem o auxílio de um elemento masculino. Dirigiu-se a Flora, que lhe deu uma flor cujo simples contacto era suficiente para fecundar uma mulher. Foi assim que Juno, sem se unir a Júpiter, deu à luz o deus cujo nome é o do primeiro mês de Primavera.
Flora tinha um sacerdote particular em Roma, um dos doze flâmines menores, que eram considerados como instituídos por Numa. Celebravam-se em sua honra as Floralia, caracterizadas por jogos em que participavam as cortesãs.
Flora é o nome da fada das flores.